# Kurov
Kurov é um município da Eslováquia, situado no distrito de Bardejov, na região de Prešov. Tem 11,85 km² de área e sua população em 2018 foi estimada em 673 habitantes.

## Demografia
| Ano:        | 1994 | 2004   | 2014   | 2024    |
| ----------- | ---- | ------ | ------ | ------- |
| Broj ljudi: | 552  | 559    | 612    | 727     |
| Razlika:    |      | +1,26% | +9,48% | +18,79% |

| Ano:               | 2023 | 2024   |
| ------------------ | ---- | ------ |
| Número de pessoas: | 729  | 727    |
| Diferença:         |      | -0,27% |